# Type 41 SNCB
Type 32S État Belge
Pour les articles homonymes, voir Type 32 et Type 41.
Le Type 41 de la SNCB ou Type 32S des Chemins de fer de l’État Belge est un modèle de locomotive de disposition 030 pour services mixtes d'inspiration anglaise ; 307 exemplaires de cette série sont mis en service par les Chemins de fer de l’État Belge entre 1905 et 1914.
Il s’agit d’une version dotée de surchauffe du Type 32 (futur Type 44) qui est elle-même calquée sur le Type 30 d’inspiration anglaise. Les dernières étaient encore en cours d’assemblage en 1914.
Ces locomotives sont omniprésentes sur les trains de voyageurs et de marchandises de Belgique avant les années 1910. Elles permettent d’augmenter le tonnage des trains de marchandises lourds avant l’arrivée de modèles plus puissants.
Après avoir été reléguées aux trains de marchandises locaux et aux trains de voyageurs omnibus, les dernières Type 41 sont retirées du service actif en 1959. Certaines sont alors encore utilisées plusieurs années comme générateurs de vapeur.

## Origines

### Locomotives pour trains de marchandises en service à l’État Belge
Après avoir commandé une première tranche de 12 locomotives Type 30, les Chemins de fer de l’État Belge commandèrent 12 locomotives américaines Type 31 de disposition 130 qui produisirent des résultats décevants. Une deuxième tranche de 70 locomotives Type 30 fût commandée. Les performances de ces locomotives étaient relativement modestes mais on mit au point en 1901 un modèle plus puissant en se basant sur la Type 30. Ce fut le Type 32 dont près de 250 avaient déjà été construites en 1905 quand, satisfaits par les performances de locomotives munies de surchauffe, les ingénieurs des Chemins de fer de l’État Belge envisagèrent d’essayer la surchauffe sur une locomotive Type 32.

### Période Mac Intosh
Le régime Mc Intosh aux chemins de fer de l'État belge ou époque Id s'étend de 1898 à 1910 et désigne la période durant laquelle les ingénieurs de la compagnie conçurent des machines à vapeur dérivées des machines des Caledonian Railways (en) conçues par l'ingénieur John F. Mc Intosh (en). On peut la considérer comme une période de transition entre les régimes Belpaire (1864-1898) et Flamme.

### La construction des locomotives Type 32
Par soumission du 22 mars 1904 fut passée commande à la Société de Saint-Léonard d’une machine, la 3143, munie d’un surchauffeur Schmidt entre les tubes de la chaudière, qui était destinée à être montrée à l'Exposition Universelle de Liège de 1905 aux côtés d’une machine à vapeur saturée, la 3142.
Cinq autres machines à surchauffe furent commandées peu après en même temps que cinq à vapeur saturée. Des essais en ligne montrèrent une augmentation non négligeable de la puissance et de l’effort de traction ainsi qu'une sensible économie de carburant qui justifiait le surcout de 5000 francs que générait l’installation d’un surchauffeur et quelques changements à la structure de la machine[réf. nécessaire]. Ce modèle amélioré restait techniquement très proche de la Type 32 à vapeur saturée.
301 machines furent commandées entre 1904 et 1908 (plus une machine adjugée à Detombay en mars 1909 afin de participer à l’exposition universelle de 1910) et elles furent prises en effectif de 1905 à 1910. Une dernière commande portant sur 10 locomotives, adjugée en 1912, ne pourra pas être entièrement finalisée à cause de la première guerre mondiale et seules les cinq machines de Saint-Léonard seront terminées à temps. La Société Franco-Belge n’achèvera que les chaudières de ses cinq machines et le reste sera détruit par l’occupant ou utilisé comme pièces de rechange.
Ces 312 locomotives furent commandées à divers constructeurs, comme il était généralement d’usage à l’époque.
- Les Ateliers de construction de la Biesme construisirent 20 locomotives : 3436, 3491-3496, 3793-3799, 4241-4246
- Les Ateliers de construction Carels frères en ont livré 39 : 3507-3514, 3755-3769, 4212-4227
- La Société Métallurgique de Couillet se vit attribuer la construction de huit exemplaires immatriculés 3417 à 3424
- Les Ateliers Detombay réaliseront quatre exemplaires : 4283-4285 ainsi que la 4311, commandée en 1909
- La Société Anonyme l’Energie fabriquera 32 machines : 3417-3424, 3515-3521, 3770-3781, 4228-4240
- La Société Franco-Belge (la Croyère) en livrera 38 : 3149-3153, 3425-3435, 3522-3533, 3459-3464, 3635-3647, 3829-3890
- Les Ateliers de construction J.J. Gilain en construiront 23 : 3485-3490 et 4286-4297
- La Société Anonyme des Forges, Usines et Fonderies de Gilly en fabriquera 13 : 4298-4310
- Les Forges Usines et Fonderies de Haine-Saint-Pierre en livreront 37 : 3437-3444, 3497-3506, 3730-3741, 4247-4253
- Les Ateliers de construction de La Meuse construiront 19 exemplaires : 4254-4272
- La Société de Saint-Léonard en construisit 11 : 3143, 3445-3449 et 4312-3416
- Les Ateliers de Construction du Thiriau construiront 22 exemplaires : 3782-3792, 4201-4211
- La Société Anonyme La Métallurgique de Tubize construisit 40 engins : 3401-3416, 3534-3544, 3742-3754

Le prix d'achat, en Francs belges, de ces locomotives (sans leurs tenders) a beaucoup varié d'une année à l'autre et, dans une moindre mesure, d'un constructeur à l'autre. Il oscille entre 78 250 et 88 500 francs.

## Caractéristiques

### Chaudière
La chaudière est proche de celle du type 32 avec le même diamètre et le même foyer mi-profond capable de bruler tous types de charbon. Cette chaudière est timbrée à 13,5 kg/cm2 comme pour la type 32 et est munie d’un surchauffeur Schmidt muni de 18 gros tubes en plus des 154 tubes de la chaudière. La surface de chauffe diminue en raison de la présence du surchauffeur dans une chaudière de diamètre équivalent.

### Cylindres
Les deux cylindres sont disposés entre les longerons du châssis et attaquent le deuxième essieu moteur par le biais d’une distribution Stephenson. Leur diamètre a été légèrement agrandi (500 mm au lieu de 470 mm) et ils sont munis de tiroirs cylindriques, ce qui est nécessaire pour une locomotive équipée de surchauffe.

### Roues
Ces locomotives possèdent le même diamètre de roues que les type 32 et le même empattement toutefois le deuxième essieu a été reculé de 100 mm. Elles ne comportent aucun essieu porteur et tout leur poids adhérent (49,45 tonnes) est transmis sur les trois essieux moteurs qui sont d’un diamètre de 1 520 mm. La répartition des masses et le réglage de la suspension ont été revus.

### Performances
L’effort de traction de ces locomotives est de 9 450 kg et leur puissance avoisine les 1000 ch. Sur une rampe de 5 pour mille, elles peuvent remorquer une charge de 600 t à 45 km/h. Sur une ligne à faible relief, elles peuvent remorquer 443 t à 75 km/h. Sur des rampes de 16 pour mille, en double ou en triple traction, elles peuvent remorquer des trains de marchandises de 470 t à 30 km/h.

### Autres caractéristiques
Pour permettre l’installation d’un surchauffeur et accommoder le poids supplémentaire, quelques points de détail ont dû être changés
- la chaudière a été surélevée de 120 mm ce qui a pour conséquence un support de chaudière plus haut muni d’une seconde rangée de rivets
- le châssis a été allongé de 250 mm vers l’avant
- les contre-tiges de pistons dépassent au-dessus de la traverse d’attelage. Sur une Type 44, elles ne sont pas visibles
- les baies frontales de la cabine sont disposées plus haut que celles des flancs afin de tenir compte de la position surélevée de la chaudière.

Ces différences permettent de distinguer une Type 41 d’une Type 44.
Par rapport au type 32 sans surchauffeur, leur masse par essieu a été porté à 17,5 tonnes par essieu, ce qui en fait les 030 les plus lourdes d’Europe et aussi les plus puissantes ; le revers de ce poids important est que plusieurs lignes n'étaient pas adaptées à ces locomotives.

## Tenders
Pour accompagner ces locomotives, on reproduisit le modèle de tenders de 13 m3 du modèle précédent en le dotant d’un système d'attache différent. Ces tenders étaient désignés « tender type 15 » et furent construits conjointement pour les locomotives à vapeur saturée et à surchauffe.
La construction de ces 802 tenders fut confiée à plusieurs constructeurs :
- les Aciéries de Bruges ;
- Baume et Marpent ;
- La Brugeoise ;
- les Ateliers de Construction, Forges et Fonderies de Braine-le-Comte ;
- la société Dyle et Bacalan ;
- la Société Franco-Belge ;
- la Société anonyme des Ateliers Germain ;
- la Compagnie Centrale de Construction de Haine-Saint-Pierre ;
- les Forges Usines et Fonderies de Haine-Saint-Pierre ;
- la Société Henri Buissin ;
- la Société Nicaise et Delcuve ;
- les Ateliers de Construction de Seneffe ;
- la Société Anonyme La Métallurgique de Tubize ;
- les Ateliers de Construction du Thiriau ;
- les Ateliers du Rœulx.

Le prix de ces tenders a varié entre 6 500 francs et 10 500 francs.
De nombreux échanges de tenders entre locomotives Type 32 et ou 32S eurent lieu tout au long de leur carrière, fréquemment sans que leur numéro ne soit modifié. Comme les locomotives utilisées par le R.O.D. pendant la Première Guerre Mondiale ont été numérotées en fonction du numéro porté par leur tenders, cela génère des incertitudes quant au numéros réels de ces locomotives. Il est arrivé que le même matricule soit porté par une machine restée en Belgique et utilisée par les Allemands.
En fin de carrière, certains Type 41 et 44 reçurent des tenders Type 17 de 17m3 provenant de machines radiées où ayant reçu des tenders plus grands entretemps et quelques tenders à bogies de 18 m3 provenant de locomotives Type 18 radiées leur furent attribués.

## Locomotives Type 35
En partant du type 32, les ingénieurs des chemins de fer de l’État Belge développèrent une locomotive plus grande munie d’un bogie avant et d’une chaudière proche de celle des Type 32 mais de dimensions plus importantes : le type 35 conçu afin d’assurer des trains de marchandises rapides, des omnibus lourds, des trains de voyageurs lourds et des express sur fortes rampes. Plusieurs seront dotées de la surchauffe. Ces locomotives à cylindres intérieurs, lourdes mais manquant d’adhérence, et peu puissantes de surcroît, ne donneront pas satisfaction et leur production ne se poursuivra pas au-delà des 42 exemplaires construits qui seront radiés dans les années 1920.

## Carrière et services effectués

### Avant 1914

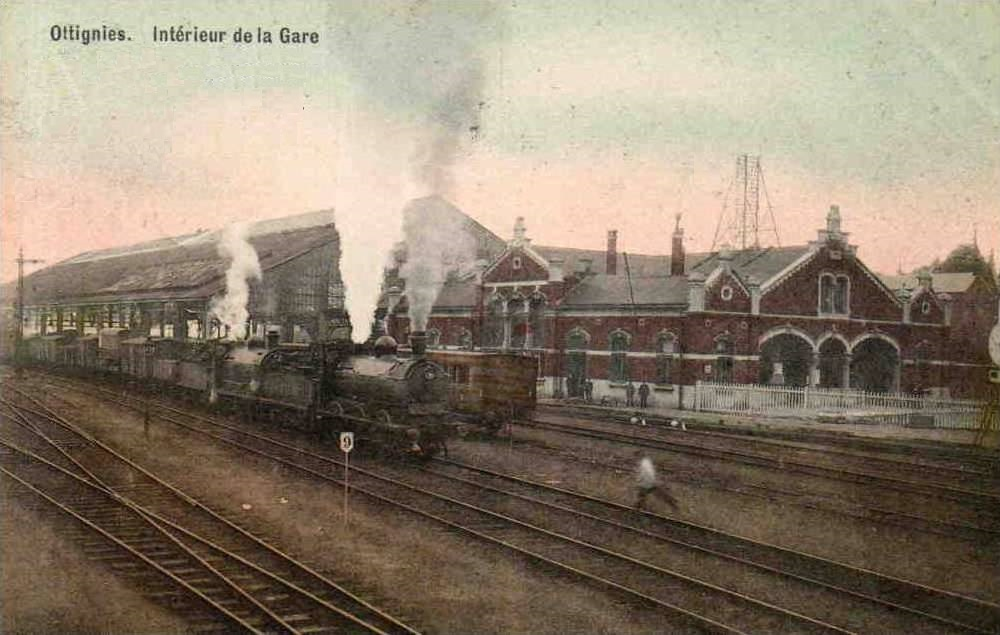
Deux locomotives Type 32S en tête d’un train de marchandises lourd sur la ligne 161 à Ottignies en 1910.

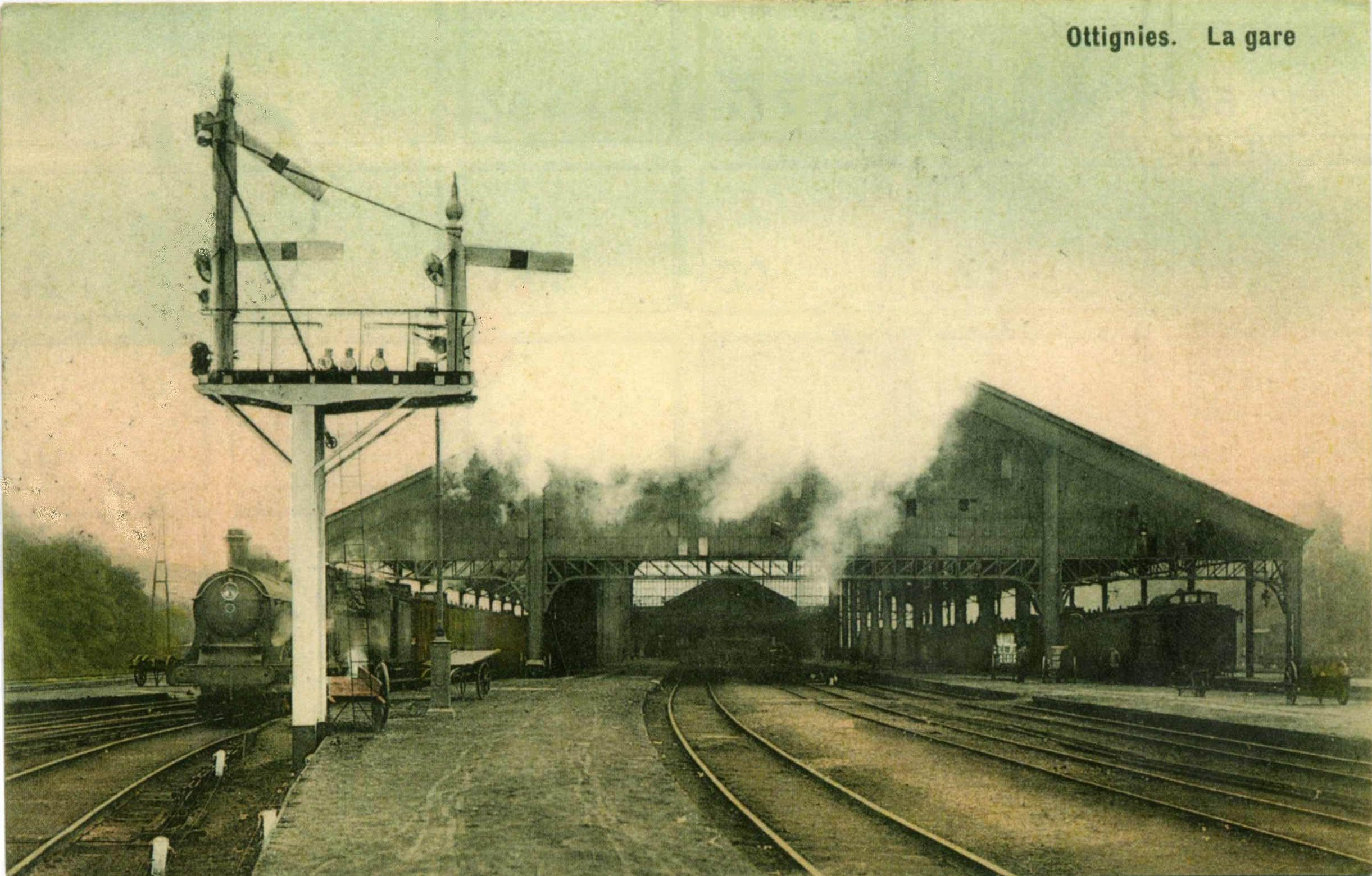
Toujours en gare d'Ottignies, on distingue une Type 32 en tête d'un train de voyageurs.

Les locomotives Type 32S seront rapidement affectées dans tout le pays. Elles chassèrent assez vite les Type 32 de la Ligne du Luxembourg et des autres services les plus exigeants et permirent de pallier l’échec des locomotives Type 35 à roues de 1 600 mm. Leur numérotation (3143, 3149-3153, 3401-3449, 3485-3544, 3730-3805 et 4203-4316) était partiellement imbriquée avec celle des Type 32 à vapeur saturée mises en service simultanément.

#### Marchandises
À leurs débuts, elles assurèrent à la fois les trains lourds, évinçant de ces services les Type 25 datant de 1884 qui furent redéployées ailleurs, les trains de tonnage plus réduits et des trains plus rapides à la fois sur les lignes accidentées et les lignes plus faciles comme Bruxelles-Anvers. Leur mise en service permit d’ailleurs accélérer la vitesse des trains de marchandises.
Sur les lignes de province, elles prirent le relai des locomotives anciennes Type 28 et Type 29 datant respectivement de 1864 et 1875. Généralement, on y utilisait plutôt les Type 32 à vapeur saturée.
Sur la Ligne du Luxembourg, le poids des trains de marchandises avait été augmenté de 50 % en 1907. Pour ne pas encombrer les voies sur les sections difficiles en rampe de 16 pour mille, ces lourds trains de marchandises de presque 150 unités[Quoi ?] nécessitaient trois Type 32S (dont une allège (en) en queue) afin de parcourir les fortes rampes à une vitesse satisfaisantes. Elles furent remplacées sur ces trains par les locomotives Type 36, deux fois plus puissantes à partir de 1910.
La mise au point du Type 36 fit face à des réticences quant au bien-fondé de commander une machine aussi puissante et chère et qui ne pouvait, contrairement aux Type 32 et 32S, être utilisées la même journée sur des trains plus légers. Un projet de quadruplement ou de triplement des sections de voie les plus difficiles combiné à la commande de locomotives Type 32S supplémentaires fut envisagé mais aurait nécessité des dépenses considérables eu égard au tracé difficile et au terrain accidenté.

#### Voyageurs
Capables de rouler à 80 km/h et équipées du frein Westinghouse, elles permettaient de tracter des omnibus et trains locaux, parfois en double traction.
Elles chassèrent des lignes difficiles du sud du pays les Type 2 datant de 1874. La Type 2, une Type 28 munie de grandes roues de 1 700 mm afin d'assurer les trains express, puis omnibus avec l'arrivée de séries plus puissantes, était assez devenue inadaptée à ces services à cause de son empattement court (seulement 4 mètres).
Au début, elles seront surtout utilisées sur les lignes accidentées ou sur des horaires tendus. En attendant l’arrivée de machines plus puissantes et rapides, elles assurèrent même des trains internationaux sur la Ligne du Luxembourg et sur la Ligne 44.
Sur les lignes à profil plus facile, elles remplacèrent allégrement des autres séries anciennes datant du XIXe siècle.

#### Dépôts
À leur livraison, elles étaient notamment réparties entre les dépôts de Schaerbeek, Namur, Arlon (pour la ligne du Luxembourg), Bruxelles-Midi, Bruxelles-Nord, Gand-Sud, Liège-Guillemins, Quartier-Léopold, Tournai, Visé.

### Première Guerre mondiale
Elles payèrent un lourd tribut au premier conflit mondial. Comme les Type 30 et Type 32, plusieurs de ces machines simples de conduite et d'entretien furent incorporées à des trains blindés lors du Siège d'Anvers et plus tard dans le nord de la France et sur le front de l'Yser. Lors du Siège d’Anvers, plusieurs seront lancées en tête de "trains fous" ou précipitées depuis des ponts mobiles pour obstruer les lignes de communications prises par l’ennemi.
Parmi les machines évacuées en France, un grand nombre sera remis en ordre de marche et utilisé en France par les armées alliées, notamment le Railway Operating Division qui fit même réparer certaines d'entre-elles en Angleterre.

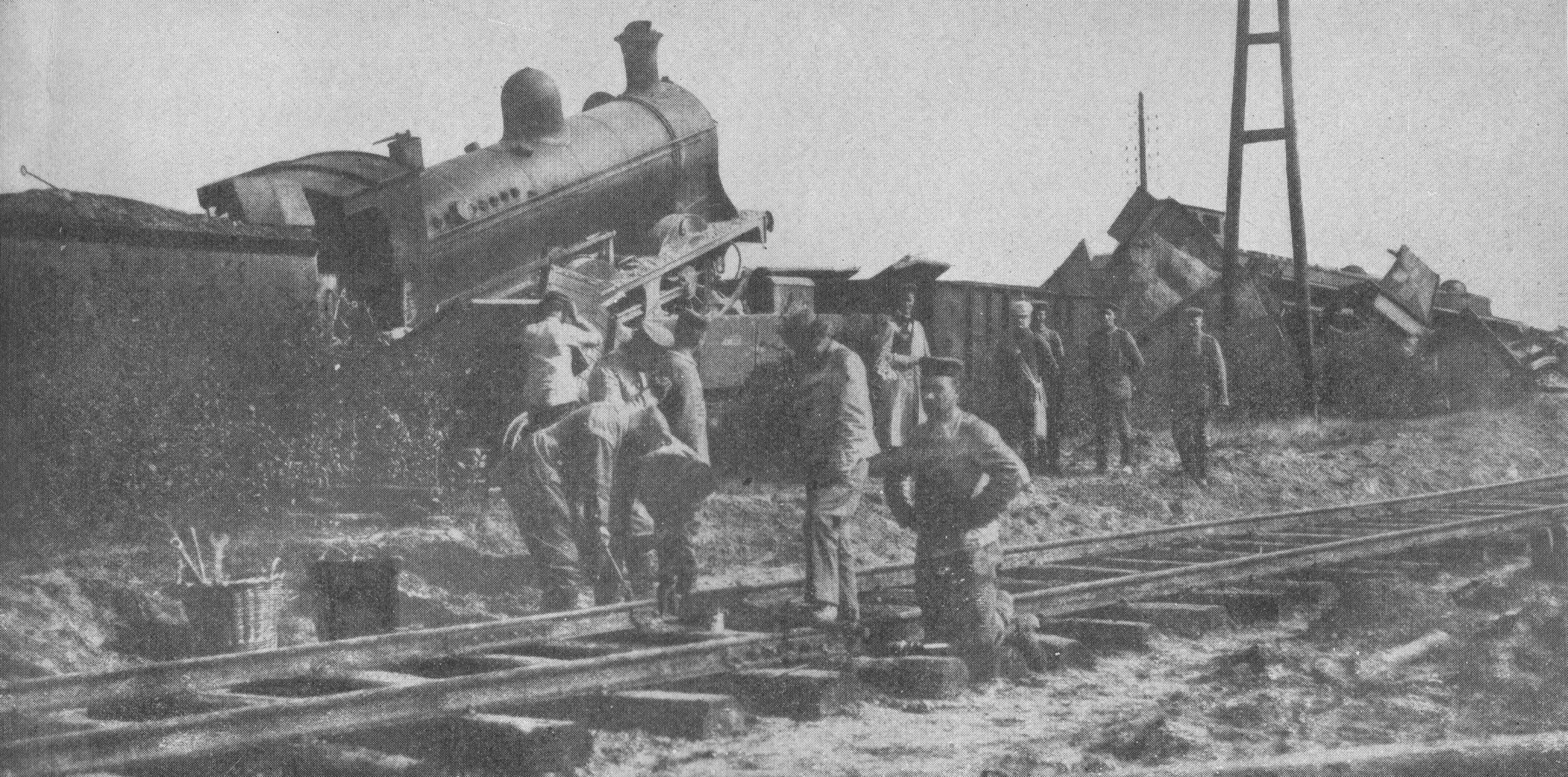
Une type 30 (à gauche) et une Type 32 ou 32S (à droite) deraillées après avoir été lancées sans conducteur en 1914.
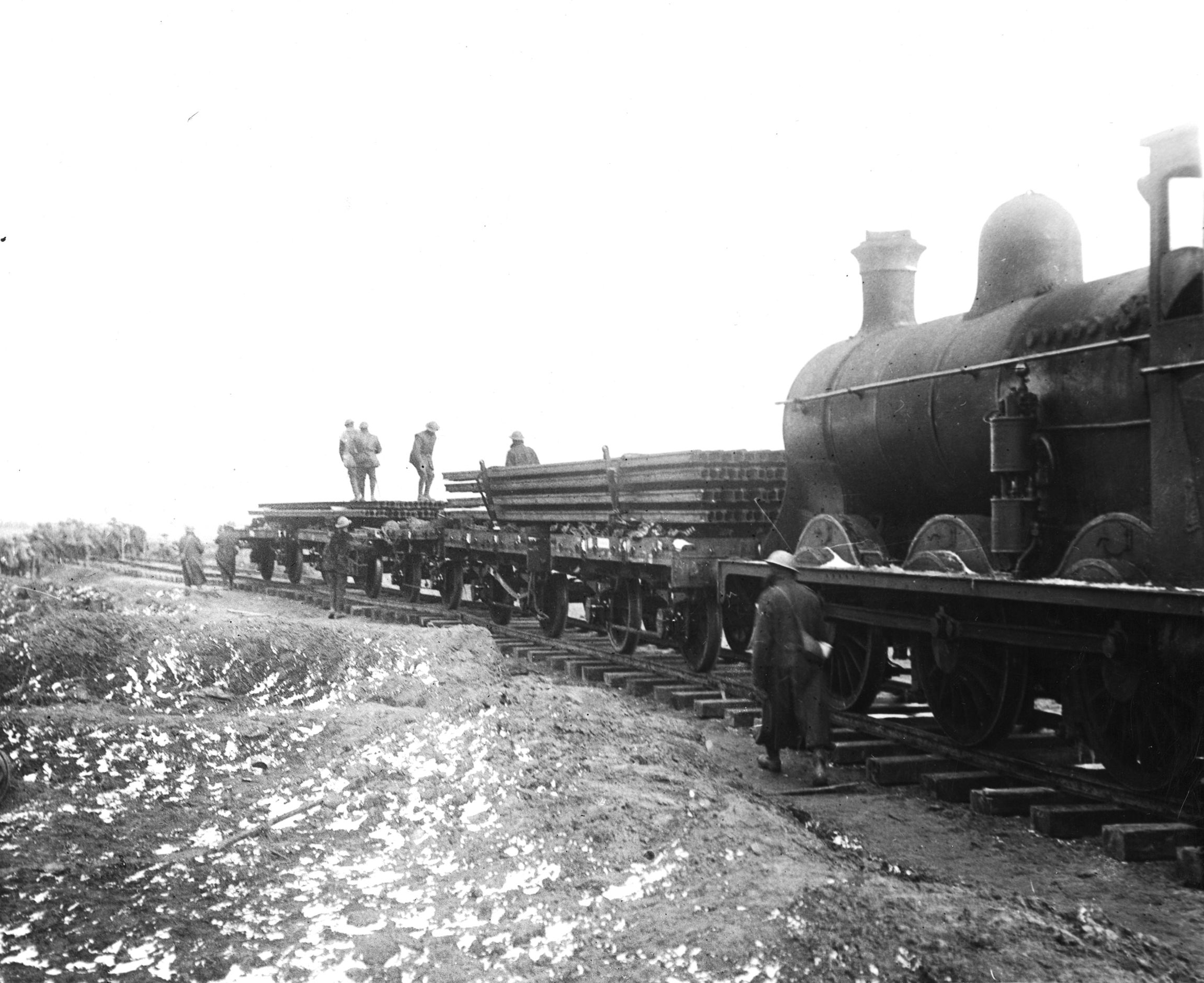
Une Type 32 utilisée par les armées alliées près de la ligne de front en 1918.

Les machines restées en Belgique seront remises en service par l’occupant et immatriculées dans la Série G04. On les vit parfois en service loin de la Belgique. Plusieurs exemplaires endommagés par faits de guerre, sabotage ou nécessitant des réparations importantes seront cannibalisées ou envoyées à la ferraille. En outre, l’occupant retirera systématiquement les cuivres, plaques et ornements en laiton, et il remplacera fréquemment lors des réparations les éléments en matériaux stratégiques par de l’acier ou du plomb. Elles seront employées dans des conditions difficiles (dangers de la guerre, usure, absence de pièces de rechange, réparations différées) ce qui entrainera de nombreuses mises au rebut supplémentaires.
Au lendemain de la guerre, lorsque les machines retrouvées à l’étranger auront été rapatriées, il ne reste que 221 Type 32 à surchauffe en état de marche ou réparables. D’autres sont tout juste bonnes à être mises à la ferraille après prélèvement des pièces récupérables.

### Entre-deux-guerres
Contrairement au Type 30 qui fut progressivement éliminé entre 1928 et 1932, les Type 32S (qui deviendront Type 41) garderont un effectif assez stable malgré l'arrivée de modèles neufs, et des locomotives Armistice. Elles participent à l'élimination progressive des Type 2, 2bis, 25, 28, 29 et 30 et seront de plus en plus utilisées sur des lignes secondaires aux côtés des Type 32, sur des trains de voyageurs locaux ainsi que pour les manœuvres. On les vit notamment aux dépôts d’Anvers-Sud, Bertrix, Braine-le-Comte, Bruges, Bruxelles-Midi, Ciney, Denderleeuw, Haine-Saint-Pierre, Latour, Manage, Mons, Ostende, Statte, Trois-Ponts et Walcourt.
En 1931, elles sont renumérotées 4100 à 4320, dans le désordre, pour les différencier des machines à vapeur saturée. Cette renumérotation n'a pas toujours tenu compte du matricule d’origine et de l’année de livraison de ces locomotives.

### Seconde Guerre mondiale
La Seconde Guerre mondiale et l'occupation, qui provoquera le départ vers l’Allemagne des locomotives armistice et de nombreuses mutations offrira aux Type 41 et 44, non concernées par ce rapatriement forcé, l'occasion de faire leur retour en tête de trains omnibus, semi-directs voire express (parfois en double traction) pour pallier la pénurie de locomotives plus puissantes. Elles seront munies d’un blindage de leurs cabines pour les protéger d’attaques aériennes.
Les sabotages, bombardements et autres faits de guerre endommageront sérieusement ou définitivement un certain nombre de Type 41 et beaucoup étaient encore en attente de réparation lors de la libération du pays.

### Fin de carrière

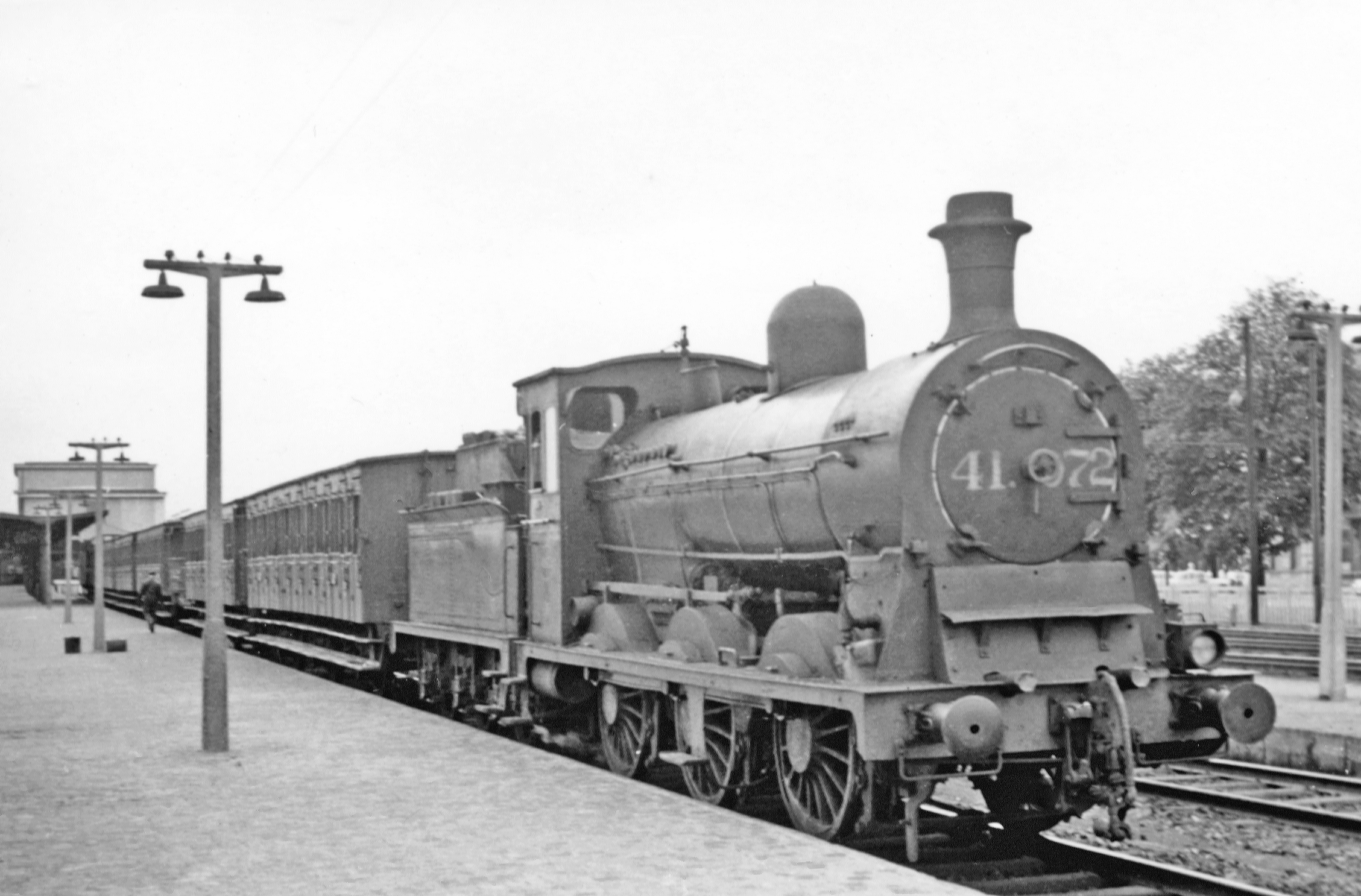
Train omnibus composé de voitures GCI en bois remorqué par la 41.072 en 1957.

En 1946, elles furent renumérotées 41.001 à 41.220. Cette renumérotation concerna aussi des machines qui n'étaient plus en état de rouler et seront prestement radiées.
Le retour des machines armistice et l'arrivée de nouvelles locomotives permit assez vite de se passer de ce type de machines. Les Type 44, sans surchauffe, seront les premières à disparaître et leur réforme se déroula de 1945 à 1949. Certaines Type 41 seront détachées dans pour remplacer des Type 44 réformées.
À part quelques locomotives détruites pendant le conflit, la mise hors-service des Type 41 commença en 1953 et les dernières furent mises hors-service en 1959 aux dépôts de Courtrai, Termonde, Mol et Saint-Nicolas.
Comme pour les Type 18 et 44, toutes les machines radiées n’ont cependant pas été démolies immédiatement car plusieurs d’entre-elles avec une chaudière en bon état, ont été récupérées pour servir de générateur de vapeur fixe ou mobiles (mais qui ne pouvaient plus se déplacer par leurs propres moyens) pour le chauffage des installations (gares et ateliers, préchauffage des wagons, mise en chauffe des locomotives après révision...). Quatre Type 44 auraient été ainsi prévues pour un tel usage mais certaines n’ont peut-être pas été réellement utilisées. Plusieurs recevront un nouveau matricule commençant par A621 qui désigne une locomotive utilisée comme installation fixe.
Ces locomotives de préchauffage ont finalement disparu à leur tour ou ont été remplacées à cette tâche par des engins plus récents. Une des Type 41 affectées à cette tâche a été préservée et existe toujours aujourd’hui.

## Préservation
Une locomotive Type 41 a été préservée après la fin de son service comme locomotive de préchauffage. La 41.195, construite par Gilain en 1910, et accouplée à un tender prussien, a été restaurée pour être exposée devant la gare de Charleroi-Sud en 1985. Plusieurs pièces manquantes comme la porte de boîte à fumée et la cheminée ont été remplacées par des copies en bois.
Son état s’est progressivement dégradé et il était envisagé de la démolir.
Elle fut finalement déplacée vers le Stoomcentrum Maldegem en 2014 afin d’être restaurée et a été ajoutée la liste des “Topstukken“ (pièces de grande importance historique) de la Communauté Flamande. La raison de cet intérêt est que, construite en 1910 par les Ateliers J.J. Gilain à Tirlemont, elle est une des dernières locomotives à vapeur construites en Flandre encore en existence et la seule qui a été utilisée par la SNCB à ne pas avoir été mise à la ferraille.
La 41.199 est également préservée par la SNCB (sauvegardée en l'état, HS, en attente d'une restauration cosmétique ou pour une future remise en service).